# Gabriel Ferretti
Gabriel Ferretti (ur. 1385, zm. 12 listopada 1456 w Ankonie) – włoski franciszkanin, prowincjał i błogosławiony Kościoła katolickiego.

## Życiorys
Gabriel Ferretti urodził się w 1385. Należał do starożytnej książęcej rodziny Ferretti. W wieku 18 lat wstąpił do zakonu franciszkanów. Po otrzymaniu święceń kapłańskich został wysłany na misję do Ankony. Po piętnastu latach został opiekunem klasztoru w Ankonie, a następnie wybrany prowincjałem w prowincji Marca. Zmarł 12 listopada 1456 w klasztorze. Jego kult jako błogosławionego został zatwierdzony przez papieża Benedykta XIV w 1753.